# Shōta Arai (Fußballspieler, 1988)
Shōta Arai (japanisch 新井 章太 Arai Shōta; * 1. November 1988 in Chichibu) ist ein japanischer Fußballspieler.

## Karriere
Arai erlernte das Fußballspielen in der Schulmannschaft der Shochi Fukaya High School und der Universitätsmannschaft der Kokushikan-Universität. Seinen ersten Vertrag unterschrieb er 2011 bei Tokyo Verdy. Der Verein spielte in der zweithöchsten Liga des Landes, der J2 League. 2013 wechselte er zum Erstligisten Kawasaki Frontale. Mit dem Verein wurde er 2017 und 2018 japanischer Meister. 2019 gewann er mit Frontale den J.League Cup. Für den Verein absolvierte er 41 Erstligaspiele. 2020 wechselte er zum Zweitligisten JEF United Chiba. Für den Verein aus Ichihara bestritt er 143 Zweitligaspiele. Nach vier Spielzeiten wechselte er im Januar 2024 zum Erstligisten Vissel Kōbe. Am 24. November 2024 stand er mit Vissel Kōbe im Endspiel des Kaiserpokals. Gegen Gamba Osaka gewann man durch das Tor von Taisei Miyashiro mit 1:0. Am Ende der Saison 2024 feierte er mit Vissel die japanische Meisterschaft.

## Erfolge
Kawasaki Frontale
- Japanischer Meister: 2017, 2018
- Japanischer Ligapokalsieger: 2019
- Japanischer Ligapokalfinalist: 2017
- Japanischer Pokalfinalist: 2016

Vissel Kōbe
- Japanischer Meister: 2024
- Japanischer Pokalsieger: 2024